# Plestiodon ochoterenae
Plestiodon ochoterenae (геррерський сцинк) — вид сцинкоподібних ящірок родини сцинкових (Scincidae). Ендемік Мексики.

## Поширення і екологія
Геррерські сцинки мешкають в горах Південної Сьєрра-Мадре в штаті Герреро. Вони живуть в гірських сосново-дубових лісах і хмарних лісах. Зустрічаються на висоті від 1500 до 2750 м над рівнем моря.